# Forte de São José do Passo do Rio Tebiquari
O Forte de São José do Passo do Rio Tebiquary, também denominado de Forte de Taquari, Forte de São José do Tebiquari e de Forte do Passo do Rio Tebiquary, localizava-se em posição dominante às margens do rio Tebiquari (hoje chamado de Taquari), na altura da atual cidade de Taquari, no estado brasileiro do Rio Grande do Sul.

## História
A sua edificação remonta a 1763 quando, após a tomada da povoação de Rio Grande pelos espanhóis, foi projetada pelo governador Brigadeiro José Custódio de Sá e Faria para defesa da povoação de Taquari e daquele ponto de travessia ("passo") do rio Tebiquari. Fortificação de campanha, apresenta planta no formato de um polígono retangular, edificada em taipa e madeira. Apesar de alguns autores questionarem a sua existência, a sua edificação é creditada ao Sargento-mor Manuel Vieira Leão. BENTO (1973), atribui a sua construção ao Coronel Marcelino de Figueiredo, em 1764.
Esta fortificação não sobreviveu até ao século seguinte, apesar da importância da posição, disputada no contexto da Revolução Farroupilha (1835-1845). No combate de Taquari, a 3 de Maio de 1840, a resistência das forças imperiais forçou os farrapos a retroceder para Viamão.